# Fujiwara no Kaedemaro
Fujiwara no Kaedemaro (藤原楓麻呂, [[[723]] - 776] Erro: {{japonês}}: texto da transliteração contém caractere não latino (pos 17) (ajuda)), também conhecido como  Kaede Manryo, membro da Corte do período Nara da História do Japão .

## Vida
Kaedemaro era filho do fundador do Ramo Hokke do Clã Fujiwara, o sangi Fujiwara no Fusasaki . Foi pai do Udaijin Fujiwara no Sonohito .

## Carreira
Em 758 foi nomeado governador geral da região de Saikaidō, se mudando para Dazaifu, neste mesmo ano foi promovido a  Ju roku i jō (従六位上, Oficial sênior de sexto escalão) e depois para Ju go i ge (従五位下, Oficial júnior de quinto escalão). Foi trabalhar mais tarde no  Shikibu-shō (式部省, Ministério do Ceremonial), depois como Inspetor-Geral em Tōkaidō e no Gyōbu-shō (刑部省, Ministério da Justiça) na Província de Tajima.
Em setembro de 764 quando a revolta de Fujiwara no Nakamaro estourou foi promovido a Ju shi i (従四位, Oficial júnior de quarto escalão)
Sob o reinado da Imperatriz Shotoku (764 - 770) foi Supervisor da Hyōe-fu (兵衛府, guarda da família imperial cujos membros vinham de famílias nobres) .
Em 771, já no reinado do Imperador Konin, Kaedemaro foi promovido a Sho shi i ge (正四位下, Oficial de quarto escalão) e em 772 se tornou Sangi. 
Em 774 foi promovido a Ju san mi (従三位, Oficial de terceiro escalão). Neste período trabalhou como Diretor de pessoal no Emon-fu (衛門府, guarda da família imperial cujos membros vinham das milicias provinciais) , depois em 775 no Ōkurashō (大蔵省, Ministério das Finanças) na Província de Settsu. 
Kaedemaro morreu em 3 de julho de 776 aos 53 anos de idade.